# NGC 1227
NGC 1227 (другие обозначения — UGC 2577, ZWG 525.3, ZWG 524.62, PGC 11880) — галактика в созвездии Персей.
Этот объект входит в число перечисленных в оригинальной редакции «Нового общего каталога».
Ядром галактики является сверхмассивная чёрная дыра с горизонтом событий в 4 световых дня и массой, составляющей 11% всей массы галактики.